# Henric al VI-lea al Angliei
Henric al VI-lea (n. 6 decembrie 1421, Windsor and Maidenhead, Berkshire, Regatul Angliei – d. 21 mai 1471, Londra, Regatul Angliei) a fost rege al Angliei 1422 - 1461 (deși cu un regent până în 1437) și apoi între anii 1470 - 1471; în perioada 1422–1453 a fost pretendent la tronul Franței.

## Regele copil
Henric a fost singurul copil și moștenitor al regelui Henric al V-lea al Angliei. S-a născut la 6 decembrie 1421 la Windsor și, la vârsta de nouă luni, la 31 august 1422 a devenit rege când tatăl său a murit. Mama sa, Caterina de Valois, fiica lui Carol al VI-lea al Franței, avea numai douăzeci de ani, era privită cu suspiciune și împiedicată în a avea un rol important în creșterea fiului ei.
La 28 septembrie 1423, nobilii au jurat loialitate față de Henric al VI-lea. Ei au convocat Parlamentul în numele regelui și au stabilit un consiliu de regență. Humphrey, Duce de Gloucester, fiul mai mic al lui Henric al IV-lea și unchiul lui Henric al VI-lea a fost numit protectorul și apărătorul Regatului până când regele urma să împlinească vârsta necesară domniei însă numirea sa a fost revocată de Consiliul de atunci. Îndatoririle sale s-au limitat la menținerea păcii și convocarea și dizolvarea Parlamentului. Preotul Henry Beaufort (cardinal din 1426), unchiul lui Henric al V-lea, a avut un rol important în cadrul Consiliului. Fiul cel mare a lui Henric al IV-lea, Ioan, Duce de Bedford, a fost numit regent al Franței și îl înlocuia pe Gloucester ca regent al Angliei ori de câte ori era în țară.
Începând cu anul 1428, tutorele lui Henric a fost Contele de Warwick, al cărui tată făcea parte din "Lords Appellant" și era în opoziție în timpul domniei lui Richard al II-lea. Henric a fost, de asemenea, influențat de Henry Beaufort, iar mai târziu de William de la Pole, 1-ul Duce de Suffolk. Fraților vitregi ai lui Henric, Edmund și Jasper, fiii mamei sale din relația cu Owen Tudor, li s-a dat mai târziu titlul de conte. Edmund Tudor a fost tatăl lui Henric Tudor, care mai târziu obține tronul englez ca Henric al VII-lea al Angliei.
Henric a fost încoronat ca rege al Angliei la Westminster Abbey la 6 noiembrie 1429, cu o lună înainte să împlinească opt ani și ca rege al Franței, la Notre Dame din Paris la 16 decembrie 1431. Totuși, el nu-și asumă conducerea guvernării până în anul 1437, anul în care mama sa a murit.

## Căsătoria cu Margareta de Anjou
Tatăl său Henric al V-lea deținea în Franța teritorii considerabile care au fost pierdute în urma războiului de o sută de ani. Victoriile militare ale Ioanei d'Arc în Franța au condus la repudierea lui Henric de la conducerea Franței și la încoronarea delfinului francez la Reims. Erorile diplomatice precum și eșecurile militare au dus la pierderea celor mai multe teritorii englezești din Franța.
Cardinalul Beaufort și Suffolk l-au convins pe rege că cea mai bună modalitate de a realiza pacea cu Franța era căsătoria cu nepoata lui Carol al VII-lea al Franței, Margareta de Anjou. Henric a fost de acord, mai ales când a auzit de frumusețea Margaretei și l-a trimis pe Suffolk pentru a negocia cu regele Carol. Carol a fost de acord cu căsătoria, cu condiția ca el să nu furnizeze dota cuvenită miresei și să primească provinciile Maine și Anjou. Aceste condiții au fost convenite în Tratatul de la Tours, dar cesiunea provinciilor Maine și Anjou a fost păstrată în secret față de Parlament.
Margareta s-a dovedit mai competentă decât Henric, chiar dacă ea avea doar șaisprezece ani în acel moment.